# Rajd Wisły 1995
Rajd Wisły 1995 – 43. edycja Rajdu Wisły. Był to rajd samochodowy rozgrywany od 22 do 23 września 1995 roku. Była to siódma runda Rajdowych Samochodowych Mistrzostw Polski w roku 1995. Rajd składał się z dwudziestu sześciu odcinków specjalnych.

## Wyniki końcowe rajdu[1]
| Miejsce | Kierowca          | Pilot             | Samochód                    | Czas    | Strata | Grupa Klasa |
| ------- | ----------------- | ----------------- | --------------------------- | ------- | ------ | ----------- |
| 1       | Robert Gryczyński | Tomasz Ryborz     | Toyota Celica Turbo 4WD     | 1:57:34 | -      | A8          |
| 2       | Robert Herba      | Andrzej Górski    | Mitsubishi Lancer Evo II    | 1:58:40 | +1:06  | A8          |
| 3       | Waldemar Doskocz  | Aleksander Dragon | Renault Clio Williams       | 2:04:07 | +6:33  | A7          |
| 4       | Cezary Fuchs      | Mikołaj Madej     | Ford Escort RS Cosworth     | 2:06:21 | +8:47  | N4          |
| 5       | Janusz Kulig      | Dariusz Burkat    | Opel Kadett GSI 16V         | 2:06:44 | +9:10  | A7          |
| 6       | Andrzej Koper     | Jakub Mroczkowski | Subaru Impreza WRX          | 2:09:38 | +12:04 | A8          |
| 7       | Zenon Sawicki     | Jarosław Baran    | Ford Sierra RS Cosworth 4x4 | 2:10:18 | +12:44 | A8          |
| 8       | Adam Magaczewski  | Andrzej Białowąs  | Ford Escort RS Cosworth     | 2:11:42 | +14:08 | A8          |
| 9       | Lech Koraszewski  | Grzegorz Dudek    | Audi 90 Quattro             | 2:13:00 | +15:26 | A8          |
| 10      | Michał Rej        | Robert Bromke     | Nissan Sunny GTi            | 2:13:26 | +15:52 | N3          |